# Jacques Boucher de Crèvecœur de Perthes

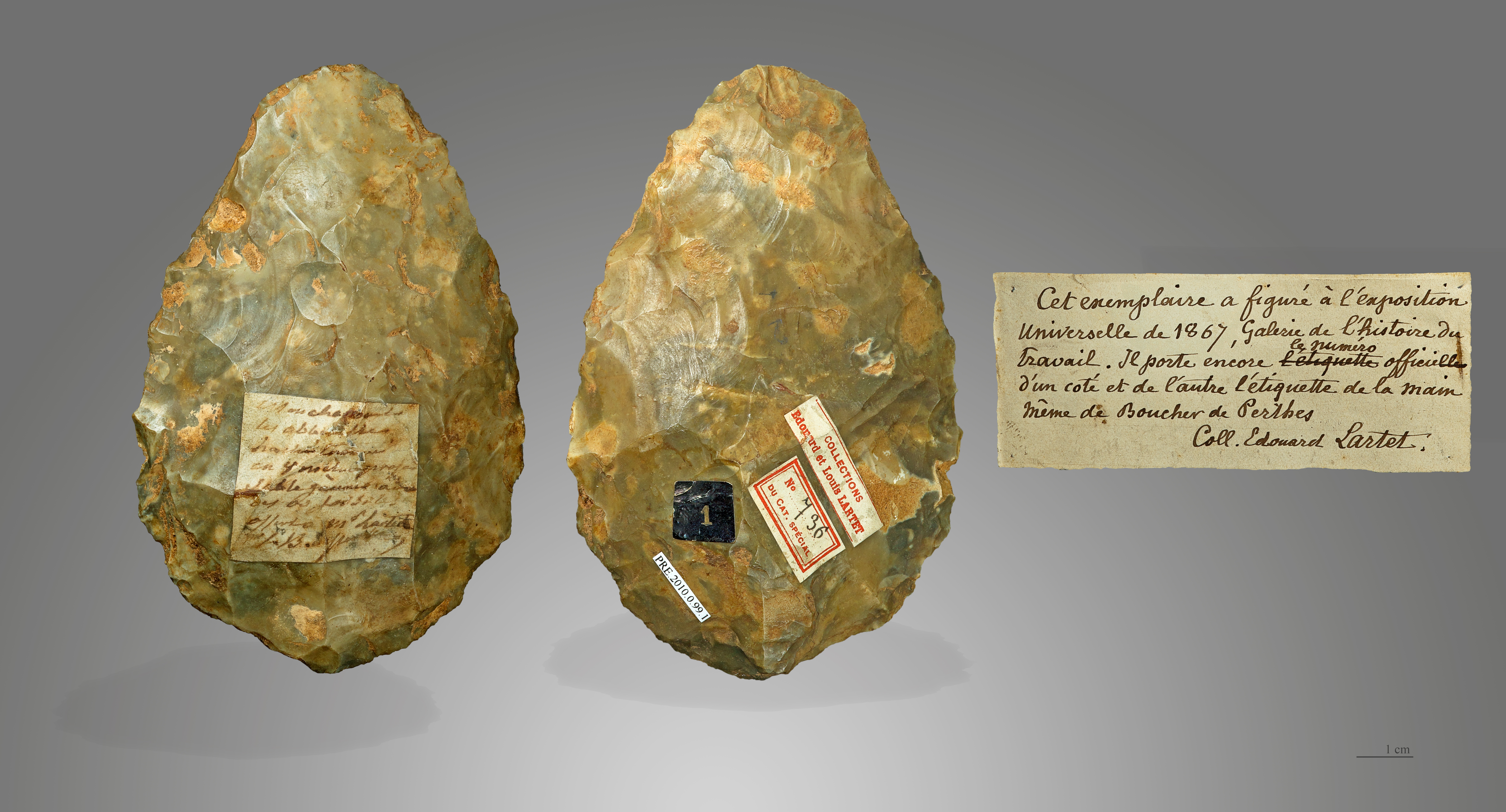
Pięściak z Menchecourt-les-Abbeville, wystawiony na Powszechnej Wystawie 1867 roku.

Jacques Boucher de Crèvecœur de Perthes (ur. 10 września 1788 w Rethel, zm. 5 sierpnia 1868 w Abbeville) – francuski archeolog, prekursor nowoczesnych badań nad epoką prehistoryczną.
Jest autorem wydanej w 1832 roku powieści Paola oraz wielotomowych wspomnień.

## Biografia
Pracował jako dyrektor urzędu celnego Abbeville, przy okazji interesując się artefaktami wydobywanymi ówcześnie w osadach geologicznych nad Sommą. Dokładna analiza stratygraficzna znajdowanych pięściaków paleolitycznych i neolitycznych narzędzi skłoniła go do wniosku, iż zabytki te musiały powstać na długo przed uważanym wówczas za cezurę chronologiczną biblijnym potopem. Klasyfikację odkryć „przeddyluwialnych” przedstawił w pracy Antiquités Celtiques et Antédiluviennes (tom I wyd. 1847, tom II wyd. 1857). Odbył liczne podróże po krajach północnej i wschodniej Europy; gościł także na ziemiach polskich, nawiązując przyjaźń z Joachimem Lelewelem. Mimo pewnych błędów wynikających z klimatu epoki (był zwolennikiem katastrofizmu), był pierwszym badaczem w pełni świadomym iż historia świata jest o wiele dłuższa niż wynikałoby to z dosłownej interpretacji pierwszych wersetów Księgi Rodzaju, a jego pogląd o bezpośrednim pochodzeniu ludzi współczesnych od ludności „przedpotopowej” antycypował częściowo teorię ewolucji. W 1864 roku został odznaczony Legią Honorową.